# Fitz (Familie)
Die Familie Fitz ist eine Münchner Künstlerfamilie.
Die Künstlerfamilie Fitz wurde begründet durch die Heirat des Schauspielers und Bühnenautors Hans Fitz mit der Opernsängerin Ilse, geborene Heirich. Diese war die Tochter von Carl Heirich und Hermine Knote, diese wiederum Tochter von Gustav Knote sen. (1838–1879) und dessen Frau Emma, geborene von der Nahmer. Hermines Bruder Heinrich Knote war königlich-bayerischer Kammersänger. Ein weiterer Bruder Gustav Knote jun. war Direktor der Allianz-Versicherung. Die Linie der Hermine ist unter anderem auch mit Oskar von Miller, dem Gründer des Deutschen Museums verwandt.

## Genealogie
August Fitz († 1915; Ingenieur) ⚭ Emilie Miloche
- Johannes Theodor August „Hans“ Fitz (1891–1972; Bühnenautor, Schauspieler und Gitarrenvirtuose) ⚭ Ilse Heirich (Schauspielerin, Opernsängerin und Kindertheatergründerin)
  - Walter Fitz (1921–1992; Komponist, Musiker, Produzent, Volksschauspieler) ⚭ Molly Raffay (Sängerin, Gitarristin)
    - Lisa Fitz (* 1951; Schauspielerin, Sängerin, Kabarettistin, Musikerin) ⚭ Ali Khan, ⚭ Giovanni Rodriguez
      - Nepomuk „Nepo“ Fitz (* 1981; Musiker, Kabarettist)

  - Ayo Fitz
  - Friedrich Sebastian „Gerd/Wastl“ Fitz (1930–2015; Sänger, Volksschauspieler) ⚭ NN, ⚭ Christel Schmitt
    - Michael Fitz (* 1958; Schauspieler und Musiker) ⚭ Karin NN
      - Emanuel Fitz (* 1992, Schauspieler)

    - Christian Fitz
    - Kathrin Fitz

  - Veronika Fitz (1936–2020; Schauspielerin) ⚭ Willi Anders († 1971)
    - Ariela Anders (* 1962; Drehbuchautorin) ⚭ Thomas Bogenberger (Musiker, Autor)
- Josef Fitz ⚭ NN
  - Karlhans Fitz ⚭ Gabriele
    - Florian „Florian David“ Fitz (* 1974; Schauspieler)